# Microdonacia
Microdonacia is een geslacht van kevers uit de familie bladkevers (Chrysomelidae).
De wetenschappelijke naam van het geslacht werd in 1893 gepubliceerd door Thomas Blackburn.

## Soorten
- Microdonacia bidentata Reid, 1992
- Microdonacia eucryphiae Reid, 1992
- Microdonacia grevilleae Reid, 1992
- Microdonacia incurva Reid, 1992
- Microdonacia octodentata Reid, 1992
- Microdonacia pilosa Reid, 1992
- Microdonacia pomaderris Reid, 1992